# Mistrzostwa Świata w Łucznictwie 1948
12. Mistrzostwa Świata w Łucznictwie odbyły się 9–14 sierpnia 1948 w Londynie w Wielkiej Brytanii. Organizatorem była Międzynarodowa Federacja Łucznicza.

## Medaliści

### Strzelanie z łuku klasycznego
| Konkurencja            | Złoto                                                                           | Srebro                                                                        | Brąz                                                                            |
| Indywidualnie kobiet   | Petronella de Wharton-Burr                                                      | Dana Picková                                                                  | Helena Sachová                                                                  |
| Indywidualnie mężczyzn | Hans Deutgen                                                                    | Einar Tang-Holbeck                                                            | Josef Brejcha                                                                   |
| Drużynowo kobiet       | Czechosłowacja · Dana Picková · Helena Sachová · Marta Resslova · Sárka Ročková | Wielka Brytania · Petronella de Wharton-Burr · Philome Dames · Trogie Fisher  | Dania · Sofia Rasmussen · Benny Henriksen · Ketty Madsen · Jorgensen            |
| Drużynowo mężczyzn     | Szwecja · Hans Deutgen · Tage Ljungkvist · Erik Trolle · Sture Lindberg         | Dania · Einar Tang-Holbaek · Arne Vangbaeck · Henning Peterson · Sigfred Smed | Czechosłowacja · Josef Brejcha · Václav Karola · Josef Kasal · Jaroslav Leneček |

## Klasyfikacja medalowa
| Lp. | Państwo         | Złoto | Srebro | Brąz | Razem |
| 1.  | Szwecja         | 2     | 0      | 0    | 2     |
| 2.  | Czechosłowacja  | 1     | 1      | 3    | 5     |
| 3.  | Wielka Brytania | 1     | 1      | 0    | 2     |
| 4.  | Dania           | 0     | 2      | 1    | 3     |